# وسلیه
وسلیه (به بلغاری: Veselie) یک منطقهٔ مسکونی در بلغارستان است که در شهرستان پریمورسکو واقع شده‌است.
 وسلیه ۶۱٫۰۵۴ کیلومتر مربع مساحت و ۵۳۹ نفر جمعیت دارد و ۱۱۷ متر بالاتر از سطح دریا واقع شده‌است.